# Бухарское войско
Бухарское войско — армия Бухарского эмирата. Состояло из постоянного войска (узб. sarboz) и ополчения (наукары), призываемого по мере надобности. В случае объявления газавата на службу призывались все мусульмане, способные носить оружие.

## Организация
Высшая военная власть и управление войском принадлежали эмиру. Главное командование всей пехотой и всей артиллерией было сосредоточено в руках тупчи-баши (начальника артиллерии), который в случае получения звания главнокомандующего становился во главе всей бухарской армии (с кавалерией включительно). Довольствие войск находилось в ведении куш-беги (узб. qushbegi, визиря), причём заведование денежным и вещевым довольствием возлагалось на дурбина (государственного казначея), а натуральным — на зиаэтдинского бека. Ополчение поступало в ведение военного начальства только после призыва на службу.
В 1837—1845 годах большим влиянием в политической жизни Бухарского эмирата пользовался наиб и глава артиллеристов Абдусаматхан, родом из Тебриза. Абдусаматхан был первым организатором полка сарбазов и отряда артиллеристов — топчи в Бухаре.
Служащие в коннице должны были иметь собственных лошадей, артиллерия же снабжалась лошадьми зиаэтдинским беком, ведавшим также лечением лошадей и фуражным довольствием.

## Символика

Штандарт эмира

Штандарт эмира представлял собой прямоугольное светло-зелёное полотнище, на котором золотом вдоль древка было написано имя эмира, а вдоль свободного края — «шахада». Между надписями помещались золотые полумесяц и пятиконечная звезда над т. н. «рукой Фатимы». Кайма полотнища была оранжевая с чёрным орнаментом. Древко было зелёным и увенчивалось полумесяцем.

## Система чинов
В бухарской армии имелись следующие чины (звания):
- аламан — рядовой.
- чурагасы, или унтер-офицер, фельдфебель;
- юз-баши (ср. тур. Yüzbaşı: капитан), или начальник сотни, поручик;
- чуран-баши, или лейтенант;
- туксаба, или командир полка, подполковник или полковник;
- кургонбеги, или бригадный генерал;
- мингбоши, командир нескольких полков, дивизионный генерал, генерал-майор;
- фармончи, командующий войсками, маршал, генерал-лейтенант.

## Структура

### Пехота

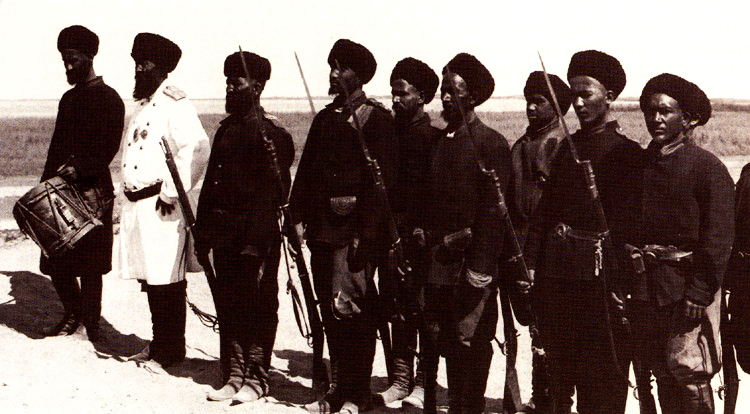
Взвод бухарской армии XX век

Первоначально бухарское войско состояло исключительно из всадников, однако в результате военной реформы 1837 года появились пехотинцы-сарбазы. В дальнейшем пехота состояла из 2 байраков (рот, сотен) гвардии эмира (джиляу) и 13 серкерде (батальонов) сарбазов пятиротного состава, всего 14 тыс. человек. Вооружение пехоты состояло из курковых ружей, отчасти гладких, отчасти нарезных, с штык-ножами; в 1883 г. по распоряжению туркестанского генерал-губернатора было подарено эмиру 1000 винтовок Бердана со 100 тыс. патронов. Офицеры были вооружены шашками и револьверами.

### Конница
Конница состояла из 20 серкерде (10 тыс.) галабатырей (сипахи), которые должны были действовать во время боя в конном строю, и из 8 полков (4 тыс.) хасабардаров, нечто вроде конных стрелков, вооружённых фальконетами по одному на двоих; всего 14 тыс. человек. Вооружение кавалерии составляли пики и шашки, кинжалы и пистолеты и т. п. Хасабардары вместо пик были вооружены чугунными фитильными фальконетами, весом в 50 фунтов, с подставкой и прицелом для стрельбы на расстояние до 300 саженей. Кавалеристы иногда занимались джигитовкой, но это делалось по собственному почину.

### Артиллерия

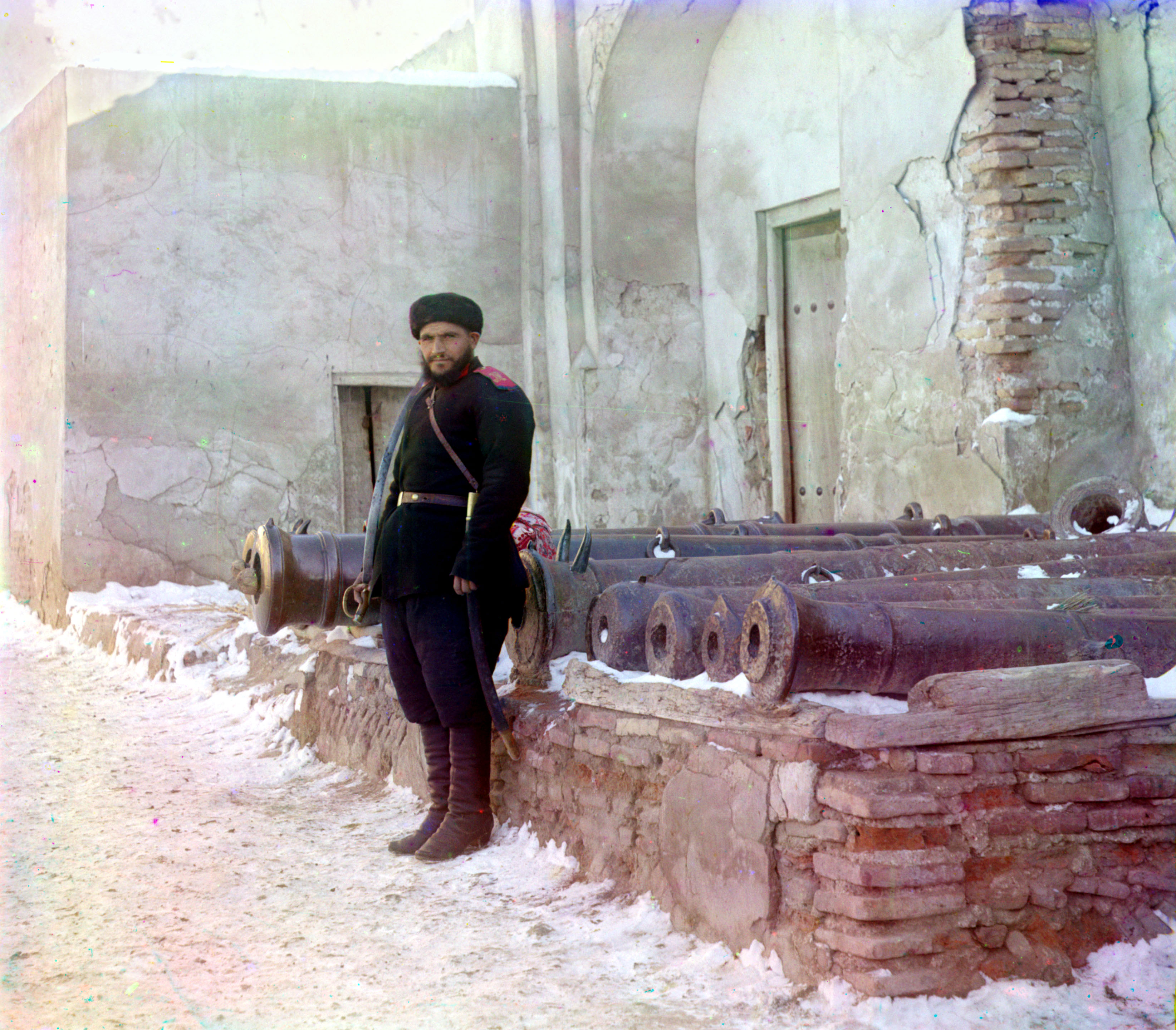
Старинные пушки в Бухаре

В 1837 году эмир организовал батальон артиллеристов (тупчи). Первоначально артиллерия (узб. Toʻp) состояла из одной конной батареи, вооружённой шестью 12-фунтовыми медными орудиями при шести зарядных ящиках, местом постоянной дислокации которой служила непосредственно Бухара, и такой же шестипушечной батареи в распоряжении гиссарского бека. Затем[когда?] полевая артиллерия возросла до 20-ти орудий. Прислуга была вооружена шашками. Артиллеристы составляли отдельную роту в 300 человек и обучались только приёмам при орудиях. В городе Бухаре имелись пушечно-литейный и пороховой заводы. В начале XX века в бухарском войске появились английские пулемёты (Виккерс).

## Численность и расходы на содержание
Во второй половине XIX века, после подчинения Бухары Российской империей, армия Бухарского эмира насчитывала, по разным оценкам, от 10 до 14 тысяч сарбазов. Мобилизационные возможности Бухарского ханства позволяли в военное время выставить до 60 000 солдат. 10 тыс. человек при 14 орудиях находится в столице, 2 тыс. человек при 6-ти орудиях — в Шахрисабзе и Китабе и 3 тыс. человек составляют гарнизоны укреплённых городов: Зиадина, Кармана, Гузара, Шерабада и т. п. Наиболее значительные укрепления имеются в Бухаре, Карши, Нурате, Варданзи и Гиссаре. Содержание армии обходилось[когда?] эмиру в сумму около 1½ миллиона рублей в год. Довольствие военнослужащим выдавалось частью деньгами, частью же натурой в виде известного количества батманов пшеницы.

## Боевая подготовка
Лагерные сборы отчасти заменялись ежегодными поездками эмира на лето в Карши и Шаар, куда его сопровождали 6 батальонов сарбазов, 1 рота артиллерии и полк конницы, однако реального значения для повышения боеготовности эти поездки не имели. Сарбазы умели только делать ружейные приёмы и несколько построений.

## Обмундирование
Старшие офицеры и генералитет носили чалму и халаты, дополняя её иногда русскими эполетами. Сарбазская пехота и артиллеристы носили чёрные папахи, суконные чёрные мундиры с красными клапанами на воротнике и красными же погонами, чёрные (парадные) шаровары либо красные кожаные чембары (повседневные), высокие сапоги. Летом сарбазы носили белые полотняные рубахи, а офицеры — белые кители.
Гвардейские части эмира имели особенную форму: красные однобортные мундиры, белые шаровары, низкие чёрные каракулевые папахи.